# Amadeus (film)
Amadeus is een Amerikaanse muzikale dramafilm uit 1984 van regisseur Miloš Forman met in de hoofdrollen Tom Hulce en F. Murray Abraham. De film gaat over het leven van componist Wolfgang Amadeus Mozart.
Het scenario is gebaseerd op het toneelstuk Amadeus van Peter Shaffer uit 1979. Dit stuk is losjes gebaseerd op de laatste jaren van Mozarts leven. De plot is een variant van het toneelstuk van Aleksandr Poesjkin Mozart i Salieri (Моцарт и Сальери, Mozart en Salieri, 1830), waar Rimski-Korsakov zijn opera Mozart i Salieri (1897, eerste uitvoering 1898) op baseerde.
Amadeus was een groot succes in de bioscopen en bracht in de VS alleen al 51 miljoen dollar op in 1984. De film werd genomineerd voor elf Oscars waarvan hij er acht won, waaronder die voor beste regie, beste film, beste mannelijke hoofdrol (F. Murray Abraham) en beste bewerkte scenario (Peter Shaffer). Daarnaast won hij meer dan dertig andere internationale filmprijzen, waaronder vier Golden Globes, vier BAFTA's, drie Premi David di Donatellos en de César voor beste buitenlandse film.
In 2002 werd de film opnieuw uitgebracht met 20 minuten aan extra beeldmateriaal, onder de titel Amadeus: The Director's Cut.

## Verhaal
De film begint in het woonhuis van de bejaarde componist Antonio Salieri, die uitroept: "Mozart! Mozart! Vergeef je moordenaar. Ik geef het toe: ik vermoordde je." Daarop vinden twee bedienden Salieri die zelfmoord wilde plegen. Salieri wordt overgebracht naar een gekkenhuis, waar een jonge priester hem de biecht afneemt. Salieri begint nu zijn verhaal te vertellen, voornamelijk bestaande uit chronologische flashbacks, over zijn afgunst en ongenoegen ten opzichte van Mozart en God.
Terwijl Salieri nog kinderspelletjes speelt, treedt Mozart al op voor keizers en aartsbisschoppen. Salieri wil ook muziek studeren, maar zijn vader is daartegen. Als tiener bidt Salieri tot God om zijn droom in vervulling te laten gaan. Niet veel later stikt zijn vader in eten. Salieri ziet dit aan als een teken van God. Hij besluit om devoot te leven, begint aan een muzikale opleiding en wordt in Wenen de hofcomponist van keizer Jozef II. Salieri weet dat hij geen al te grote componist is, maar dankzij zijn gebeden tot God krijgt hij de nodige inspiratie om de niet zo muzikale keizer tevreden te houden.
Mozart wordt in dienst genomen door Hieronymus von Colloredo, de aartsbisschop van Salzburg. Beiden reizen af naar Wenen om een concert te geven. Salieri, die al veel over Mozart had gehoord, is aanwezig. Ongewild bespiedt hij een jonge vrouw en een man die hij omschrijft als de meest vulgaire en onbeschofte persoon die hij ooit heeft gezien. Salieri is dan ook verbaasd wanneer dit Mozart blijkt te zijn. Mozart arriveert nogmaals te laat op zijn eigen concert, waardoor hij niet veel later wordt ontslagen door de aartsbisschop. Salieri vindt Mozarts compositie prachtig en denkt dat het rechtstreeks van God en Diens engelen komt.
Dankzij Salieri wordt Mozart uitgenodigd bij keizer Jozef. Salieri bidt tot God om een goede welkomstmars te componeren. Hij krijgt inspiratie en de keizer speelt de mars wanneer Mozart de zaal betreedt. Mozart neemt de partituur niet aan omdat het stuk al in zijn geheugen zit. Daarop speelt hij het stuk feilloos na, maar begint onmiddellijk noten aan te passen en het stuk uit te breiden omdat hij vindt dat het in zijn huidige vorm niet goed is. Salieri ziet dit als een rechtstreekse aanval van God. Op de vraag of Mozart een opera wil schrijven, gaat hij onmiddellijk in. Hij heeft al een idee: het stuk speelt in een Turkse harem. Hoewel de aanwezigen geschokt zijn, gaat de keizer akkoord. Verder heeft Mozart een hoge eigendunk, omschrijft zichzelf herhaaldelijk als de beste componist aller tijden en is duidelijk van plan om binnen afzienbare tijd een grote roem en rijkdom te vergaren.
Caterina Cavalieri, een leerlinge van Salieri, wil via hem in contact komen met Mozart. Salieri, die ondanks zijn devote leven toch verliefd is op Caterina, raadt dit af: Mozart is een vulgaire man en het stuk gaat over een bordeel. Caterina is geschokt. Tot verbazing van Salieri heeft ze een hoofdrol in deze opera. Wanneer Constanze zich voorstelt als verloofde van Mozart is duidelijk dat hij een affaire heeft met Caterina. Hoewel de opera een succes is, gaat het met Mozart financieel slecht. Zijn hoogheidswaanzin leidt ertoe dat hij weigert les te geven aan leerlingen, ver boven zijn stand leeft, meer en meer schulden opstapelt.
Wanneer de keizer nogmaals een aanstelling doet, dienen alle componisten van Wenen enkele van hun werken in te leveren. Mozart gaat hier niet op in en zegt dat dit overbodig is aangezien hij toch de beste is. Zonder zijn weten en uit financiële noodzaak, levert Constanze enkele werken aan Salieri. Salieri is verbaasd wanneer blijkt dat de originelen geen enkele correctie bevatten. Hierdoor wordt zijn misnoegen nog groter: God gebruikt een kinderlijke, vulgaire man als Zijn kanaal om perfecte muziek te maken, en laat de devote Salieri links liggen. Salieri wil de composities niet inleveren.
Plots staat Leopold, Mozarts vader, aan de deur. Mozart verzwijgt zijn armzalige situatie en nodigt hem uit om naar een gekostumeerd bal te gaan. Daar vraagt Salieri, incognito, aan Mozart om een bepaalde wijs te spelen in de stijl van Salieri. Mozart speelt de wijs uiterst stroef en karikaturaal. Salieri besluit dat God hem via Mozart rechtstreeks uitlacht. Salieri zal op God wraak nemen door "Zijn meest beminde" zo veel mogelijk tegen te werken. Niet veel later klopt een dienstbode aan bij Mozart. Zij komt het huishouden doen en wordt betaald door een grote bewonderaar van Mozart, die verder anoniem wil blijven. Zo achterhaalt Salieri dat Mozart het verboden toneelstuk Le nozze di Figaro omvormt tot een opera. De keizer roept Mozart op het matje. Tot ongenoegen van Salieri kan Mozart de keizer toch overtuigen en wordt het verbod opgeheven.
Wanneer de directeur van de opera verneemt dat Mozart een ballet gebruikt in zijn opera, scheurt hij de betreffende muziek uit de partituur: ballet is verboden door de keizer. Mozart vraagt Salieri of hij aan de keizer wil vragen om het verbod op te heffen. Hoewel Salieri belooft dit te doen, licht hij de keizer niet in. Tijdens een repetitie van de betreffende scène, zonder muziek, komt de keizer plots kijken. Hij wil de originele scène toch bekijken en heft bijgevolg het ballet-verbod op.
Na de dood van Leopold wordt Mozarts muziek somberder en somberder, wat leidt tot de duistere opera Don Giovanni. Hier krijgt Salieri een waanzinnig idee om af te rekenen met Mozart en God. Volgens Salieri is het duistere personage Il Commendatore een weerspiegeling van Leopold, een man van wie Mozart in werkelijkheid schrik had. Salieri huurt het kostuum dat Leopold droeg op het eerdere gekostumeerde bal, klopt zo aan bij Mozart en vraagt hem "een requiem te schrijven voor een overleden man die zulke compositie toebehoorde, maar het nog niet heeft gekregen". Mozart ziet de verschijning als de reïncarnatie van zijn vader die zijn requiem komt opeisen. Uit vrees aanvaardt hij de opdracht. In werkelijkheid wil Salieri in bezit komen van een ongekend meesterwerk van Mozart. Eens in zijn bezit, wil hij Mozart vermoorden, al weet hij niet hoe. Daarna kopieert hij het stuk in zijn eigen handschrift en zet er zijn naam op. Zo zal God tijdens de begrafenis van Mozart een requiem krijgen waarvan iedereen zal geloven dat het van Salieri is. Zodoende kan Salieri God twee maal uitlachen.
Enige tijd later bezoekt Mozart een vaudeville-theater. Op vraag van de uitbater start Mozart aan Die Zauberflöte. Wanneer Salieri dit verneemt, gaat hij nogmaals verkleed naar Mozart en eist dat het requiem zo snel mogelijk wordt afgewerkt. Constanze is van mening dat de geklede man gek is en dat Mozart er geen verdere aandacht aan mag schenken. Het uitbundige leven van Mozart leidt er uiteindelijk toe dat Constanze hem verlaat en hun zoon Carl meeneemt.
Mozart werkt Die Zauberflöte af, maar is totaal uitgeput. Tijdens de voorstelling stort hij dan ook volledig in. Salieri brengt hem naar huis. Wanneer niet veel later de eigenaar van het theater Mozart zijn toelage brengt, geeft Salieri dit aan Mozart alsof het een voorschot voor het requiem is. Salieri maakt Mozart ook wijs dat de anonieme man nogmaals 100 florijnen geeft als het stuk tegen de volgende avond af is. Mozart stelt daarom voor dat Salieri de muziek noteert op zijn instructies. Mozart geeft aan Salieri toe dat hij hem tot nu toe nooit volledig heeft vertrouwd en vraagt Salieri vergiffenis.
Ondertussen is Constanze tot de conclusie gekomen dat ze te veel van Mozart houdt en ze keert terug. Ze vindt een slapende Mozart en Salieri die naast Mozarts ziekbed zit. Wanneer Constanze de partituur van het requiem vindt, merkt ze dat dit niet het handschrift is van haar man. Hierop geeft Salieri toe dat hij, op instructies van Mozart, de noten heeft gezet. Constanze besluit dat het samenstellen van de compositie onmiddellijk moet stoppen en bergt het stuk op achter slot en grendel. Op dat moment sterft Mozart. Hij wordt begraven in een massagraf.
Hoewel Salieri dacht een goed plan te hebben, heeft God hem nogmaals vernederd door Constanze terug te sturen. Het requiem zal nooit in zijn bezit komen en zal op naam blijven van Mozart. Ook de vraag van Mozarts vergiffenis blijft hem achtervolgen, waardoor Salieri 32 jaar later ook vergeving vraagt en daarop zelfmoord tracht te plegen.

## Rolverdeling
| Acteur             | Personage               |
| ------------------ | ----------------------- |
| F. Murray Abraham  | Antonio Salieri         |
| Tom Hulce          | Wolfgang Amadeus Mozart |
| Elizabeth Berridge | Constanze Mozart        |
| Roy Dotrice        | Leopold Mozart          |
| Simon Callow       | Emanuel Schikaneder     |
| Christine Ebersole | Caterina Cavalieri      |
| Jeffrey Jones      | Keizer Jozef II         |
| Charles Kay        | Graaf Orsini-Rosenberg  |
| Kenneth McMillan   | Michael Schlumberg      |
| Lisabeth Bartlett  | Papagena                |
| Barbara Bryne      | Frau Weber              |
| Roderick Cook      | Graaf von Strack        |
| Milan Demjanenko   | Karl Mozart             |
| Cynthia Nixon      | Lorl                    |

## Voorgeschiedenis

### Peter Shaffer
Na het gigantische succes van zijn toneelstuk Equus (1973) over een staljongen die zes paarden blind maakte, kwam toneelschrijver Peter Shaffer met een nieuw stuk Amadeus. Net als Equus was ook Amadeus gebaseerd op echte gebeurtenissen, waarbij Shaffer wederom waarheid en fictie vermengde. Uitgangspunt voor Amadeus waren de laatste jaren van de componist Wolfgang Amadeus Mozart. Rondom de dood van Mozart, die overleed in 1791 toen hij pas 35 jaar was, hebben altijd geruchten gecirculeerd. Een daarvan was dat Mozart zou zijn vergiftigd door zijn jaloerse collega Salieri. Al in 1830 schreef Aleksandr Poesjkin het toneelstuk Mozart i Salieri (Моцарт и Сальери) waarin het vermeende vergiftigingscomplot van Salieri wordt gebruikt. In 1897 baseerde Rimski-Korsakov zijn eigen opera Mozart i Salieri (opgevoerd in 1898) op de geruchten en het toneelstuk van Poesjkin. In Poesjkins oorspronkelijke versie vergiftigt Salieri Mozart uit jaloezie. Salieri vraagt zich af waar Gods gerechtigheid is als genialiteit geschonken wordt aan zo'n lichtzinnig mens als Mozart. Dat Salieri Mozart echt vergiftigd zou hebben, wordt door de meeste historici echter ontkend.

### Londen en Broadway
Het toneelstuk Amadeus werd op 2 november 1979 voor het eerst opgevoerd in het National Theatre in London. Paul Scofield speelde Salieri, Simon Callow Mozart en Felicity Kendal Constanze. Het was een groot succes en op 17 december 1980 was de première in het Broadhurst Theater op Broadway met Ian McKellen als Salieri, Tim Curry als Mozart en Jane Seymour als Constanze. De Broadwayproductie was ook een succes, werd bekroond met een Tony Award en haalde 1181 voorstellingen. Een verfilming kon niet uitblijven en de regie zou worden gedaan door Miloš Forman, bekend van onder andere One Flew Over the Cuckoo's Nest en Hair. Forman was bij de première in Londen aanwezig geweest en wist direct dat hij het toneelstuk wilde verfilmen.

## Scenario

### Uitgangspunt
Peter Shaffer schreef zelf het scenario voor Amadeus. Hij werkte hiervoor nauw samen met regisseur Miloš Forman. Nadat Shaffer had gehoord dat Forman zou regisseren had hij gevraagd wat de regisseur van plan was. Forman antwoordde dat een film gebaseerd op een toneelstuk eigenlijk weer een nieuwe schepping is. Het wordt een nieuwe creatie gebaseerd op dezelfde inspiratie die het toneelstuk tot leven liet komen. Voor het filmscenario moest de scenarist weer teruggaan naar zijn uitgangspunt en de verschillende mogelijkheden bekijken om dezelfde emoties en eindresultaat te bereiken. Hierbij moesten regisseur en schrijver volgens Forman nauw samenwerken.

### Uitwerking
Het scheppingsproces nam vier maanden in beslag. Shaffer en Forman handhaafden het originele verhaal en de structuur van het stuk (dat bestaat uit een lange flashback na de zelfmoordpoging van Salieri en zijn bekentenis), maar verder werd veel veranderd. Dit werd ingegeven doordat Amadeus echt een theaterstuk was met alle theatertechnieken van dien. Voor de film kozen Forman en Shaffer voor een meer realistische setting met veel buitenopnamen. Er werden ook personages toegevoegd als de priester (die de biecht van Salieri afneemt), de aartsbisschop, en de schoonmoeder van Mozart. Het personage van Mozart werd verder uitgewerkt en zijn tekst uitgebreid, daarnaast werden ook de monologen van Salieri herschreven en meer visueel uitgewerkt. Het personage van het dienstmeisje Lori werd meer uitgebreid, terwijl ook het personage van Leopold Mozart wat sterker werd aangezet, met name in zijn verzet tegen het huwelijk met Constanze.

## Acteurs

### Salieri
Tijdens de audities voor de film deed acteur F. Murray Abraham auditie voor de kleine rol van graaf Orsini-Rosenberg. Regisseur Miloš Forman was onder de indruk en vroeg hem plotseling om de tekst van Salieri voor te dragen. Dit klonk zo goed dat Forman al min of meer besloot om de acteur te kiezen. Maar Abraham was ook bezig met de opnamen van de film Scarface (1983). Om zijn collega Brian DePalma niet voor de voeten te lopen, wachtte Forman totdat Abraham de opnamen voor deze film had afgerond en bood hem toen de rol van Salieri aan.

### Mozart
De meest begeerde rol was die van Mozart. Zowel Simon Callow, die deze rol in Londen op toneel had gespeeld, als Tim Curry, die hetzelfde had gedaan op Broadway, deden auditie. Ze werden beiden afgewezen. Callow kreeg wel de rol van Emanuel Schikaneder. Een nog piepjonge Kenneth Branagh deed auditie, evenals  Mick Jagger, Mark Hamill en Sam Waterston. Uiteindelijk ging de rol naar Tom Hulce, bekend van zijn rol als Pinto in Animal House uit 1978.

### Constanze
Voor de rol van de vrouw van Mozart, Constanze, werd Elizabeth McGovern getest, maar ze verloor uiteindelijk van Meg Tilly. Voordat Tilly echter in Praag kon beginnen aan de opnamen, scheurde ze op de dag van de eerste opnamen tijdens een partijtje voetbal een spier in haar been. Ze werd halsoverkop vervangen door Elizabeth Berridge.

## Productie

### Locaties
Voor de buitenopnamen week Forman uit naar zijn voormalige woonplaats Praag. Forman die was geboren in 1932 in Tsjecho-Slowakije, was in 1968 na de Praagse Lente uit zijn land verbannen en naar de VS vertrokken. Praag, dat in 1983 nog communistisch was, leek door een afwezigheid van lichtreclames en televisieantennes meer op het Wenen van de late achttiende eeuw dan de Oostenrijkse hoofdstad zelf. Er werd behalve in Praag ook gefilmd in Kroměříž en toch nog in Wenen. Sommige theaters in Praag waren praktisch onveranderd sinds de dagen van Mozart. De opnamen die Forman maakte van een aantal opera's van Mozart werden gemaakt in het Graaf Nostitz-theater in Praag (tegenwoordig bekend als het Statentheater). Twee eeuwen daarvoor dirigeerde Mozart hier zelf de opvoeringen van Don Giovanni en La Clemenza di Tito. Andere scènes werden opgenomen in de Barrandov Studio's. Hier werden de ziekenhuiskamer van Salieri, het appartement van Mozart, een trappenhuis en het theater waar Die Zauberflöte wordt opgevoerd, gereconstrueerd.

### Decors en kostuums
De film werd opgenomen met natuurlijk licht. Voor sommige opnamen plakten de camera-assistenten de ramen af met calqueerpapier om het juiste diffuse lichteffect te krijgen. Alle muziek was vooraf opgenomen en werd afgespeeld tijdens de opnames. Dit bracht de acteurs niet alleen in de juiste stemming, maar zorgde er ook voor dat alle muziek synchroon is met de bewegingen (zoals bij het bespelen van de piano of het zingen van een aria). Alle decors en kostuums die werden gebruikt in de opnames van de operafragmenten waren gebaseerd op de originele kostuumontwerpen van 200 jaar geleden.

### John McEnroe in 1791
Tom Hulce bereidde zich intensief voor op de rol van Mozart. Hij oefende vier uur per dag op de piano om de vingerzettingen op het instrument zo realistisch mogelijk over te laten komen. Dit lukte hem zo goed dat de film later werd geprezen door muziekdeskundigen die constateerden dat de vingerzettingen en de noten die  zijn te horen nergens van elkaar afwijken. Om het gedrag van Mozart goed te kunnen uitbeelden liet Hulce zich inspireren door de Amerikaanse tennisspeler John McEnroe die in de tenniswereld bekendstond om zijn grillige gedrag en stemmingswisselingen. Regelmatig barstte hij uit in woedeaanvallen, vooral bij beslissingen van de scheids- en lijnrechters.

### De tepels van Venus
Bij de opnamen van de scène waar Constanze bij Salieri aanklopt om het werk van haar man te laten zien, krijgt ze een lekkernij aangeboden die door Salieri wordt aangeprezen als de "nipples of Venus" (de tepels van Venus). Als F. Murray Abraham in zijn rol als Salieri het werk van Mozart bekijkt en daar helemaal in opgaat, snoept actrice Elizabeth Berridge in haar rol als Constanze steeds meer van het snoepgoed. Het snoepgoed dat voor de opnamen werd gebruikt bestond uit grote brokken mierzoete marsepein. De bedoeling was dat Berridge de brokken tussen de opnamen door zou uitspugen, maar dat had niemand tegen haar gezegd. Uiteindelijk werd ze doodziek van het spul.

### Het laatste dictaat
Een van de meest indrukwekkende scènes van de film is het Confutatisdictaat. Een doodzieke Mozart ligt op bed en dicteert Salieri de muziek voor dit gedeelte van het Requiem. Salieri kan Mozart niet goed volgen en roept regelmatig in wanhoop uit dat Mozart te snel gaat. Die laat zich echter niet van de wijs brengen en roept regelmatig: "Do you have it?" ("Heb je het opgeschreven?"). Om de verwarring van Salieri goed te laten zien, sloeg Hulce regelmatig zinnen uit het scenario over. Acteur F. Murray Abraham raakte hierdoor inderdaad in verwarring en dat is goed te zien in de film. Aan het begin van de opnamen van deze scène was er ook sprake van verwarring bij Tom Hulce. Beide acteurs waren uitgerust met kleine AM-zenders met een klein oortelefoontje. De muzikale regisseur John Strauss gaf via deze apparaten aanwijzingen. Op een gegeven moment miste Tom Hulce een aanwijzing en reageerde niet op de vraag, "a-klein?" van F. Murray Abraham. Regisseur Forman hield dit in de film omdat het goed weergeeft hoe ziek Mozart is.

## Muziek

### Uitvoerenden
Het merendeel van de muziek in de film is van Mozart en wordt uitgevoerd door de volgende orkesten en koren:
- Academy of St. Martin in the Fields, onder leiding van Sir Neville Marriner
- Academy Chorus of St Martin In The Fields, onder leiding van Laszlo Heltay
- Ambrosian Opera Chorus, onder leiding van John McCarthy
- The Choristers of Westminster Abbey, onder leiding van Simon Preston

### Composities
De volgende composities zijn te horen:
- Le Nozze di Figaro KV 492 (1786) (muziek: Wolfgang Amadeus Mozart, libretto: Lorenzo da Ponte). Uitgevoerd door The Academy of St. Martin-in-the-Fields. Delen van de opera zijn te horen en worden gezongen door: Samuel Ramey (Figaro), Felicity Lott (gravin), Richard Stilwell (Almaviva), Isobel Buchanan (Susanna), Anne Howells (Cherubino), Deborah Rees (Barbarina), Alexander Oliver (Basilio), Robin Leggate (Don Curzio), John Tomlinson (Dr. Bartolo) en Willard White (Antonio)
- Don Giovanni, KV 527 (1787) (muziek: Wolfgang Amadeus Mozart, libretto by Lorenzo da Ponte). Uitgevoerd door The Academy of St. Martin-in-the-Fields. Delen van de opera zijn te horen en worden gezongen door: Richard Stilwell (Don Giovanni), John Tomlinson (Commendatore) en Willard White (Leporello)
- Axur, Re d'Ormus (1788) muziek Antonio Salieri, libretto: Lorenzo da Ponte. Uitgevoerd door The Academy of St. Martin-in-the-Fields. Finale gezongen door Suzanne Murphy (Cavalieri).
- Die Entführung aus dem Serail, K384 (1782) (muziek: Wolfgang Amadeus Mozart, libretto: Christoph Friedrich Bretzner). Uitgevoerd door The Academy of St. Martin-in-the-Fields. Delen van de opera zijn te horen, gezongen door: Suzanne Murphy (Constanza).
- Die Zauberflöte, KV 620 (1791) (muziek: Wolfgang Amadeus Mozart, libretto: Emanuel Schikaneder). Uitgevoerd door The Academy of St. Martin-in-the-Fields. Delen van de opera zijn te horen en worden gezongen door: June Anderson (Koningin van de Nacht), Brian Kay (Papageno) en Gillian Fisher (Papagena).
- Concert voor piano in Es groot, KV 482 (1782-86) (muziek: Wolfgang Amadeus Mozart). Uitgevoerd door The Academy of St. Martin-in-the-Fields. Piano: Ivan Moravec
- Concert voor piano in d klein, KV 466 (1782-86) (muziek: Wolfgang Amadeus Mozart). Uitgevoerd door The Academy of St. Martin-in-the-Fields. Piano: Imogen Cooper
- Concert voor piano No.20 in d klein, KV 466, tweede deel (1782-86) (muziek: Wolfgang Amadeus Mozart). Uitgevoerd door The Academy of St. Martin-in-the-Fields.
- Symfonie in g klein (nr. 25) KV 183, eerste deel (1773) (muziek: Wolfgang Amadeus Mozart). Uitgevoerd door The Academy of St. Martin-in-the-Fields.
- Lacrimosa uit het Requiem in D, KV 626" (muziek: Wolfgang Amadeus Mozart). Uitgevoerd door The Academy of St. Martin-in-the-Fields.
- Klavierstück in F groot, KV 33B" (muziek: Wolfgang Amadeus Mozart)
- Caro mio ben (muziek: Giuseppe Giordani) Uitgevoerd door The Academy of St. Martin-in-the-Fields. Gezongen door: Michele Esposito
- Adagio en Rondo for glasharmonica, fluit, hobo, altviool and cello, KV 617 (1791) (muziek: Wolfgang Amadeus Mozart). Solist: Thomas Bloch

## Historie en fictie
De film is een deels fictionele, deels waarheidsgetrouwe weergave van het levensverhaal van Mozart. De componist wordt neergezet als een extreem labiel en vulgair supertalent. Door zijn genialiteit wekt hij de jaloezie van de Weense hofcomponist Salieri, die vervolgens een doorslaggevende rol speelt in het levenseinde van Mozart. Hij isoleert Mozart zo veel mogelijk van diens medemensen en vrouw Constanze en manipuleert hem richting geestelijke en lichamelijke uitputting.

### De verhouding tussen Mozart en Salieri
Peter Schaffer gebruikte voor zijn toneelstuk en scenario meerdere personen die echt hebben bestaan, maar hij zette de werkelijkheid wel naar zijn hand. Het is bijvoorbeeld niet waar dat Mozart en Salieri zo slecht met elkaar omgingen. Er was tussen beide componisten sprake van enige rivaliteit en na-ijver, maar Salieri was niet de kwade genius achter Mozarts ondergang en dood. Muziekhistorici spreken van een gemeenschappelijk respect voor elkaar. Salieri was bijvoorbeeld enige tijd de leraar van Franz Xavier, de zoon van Mozart. Salieri was ook aanwezig op de begrafenis van Mozart en was erg aangeslagen over de geruchten dat hij Mozart vergiftigd zou hebben.

### Mythen
Journalist en musicus David Cairns, een expert op het gebied van Mozarts opera's, noemt Amadeus een verzameling van mythen rondom Mozart. Zo benadrukt Schaffer volgens Cairns veel te veel het onaangepaste gedrag van Mozart. Volgens Cairns was de componist in het echt veel minder grof in de mond, alcoholisch en gericht op excrementen als in de film en het toneelstuk. Maar hij was ook niet de componist die alles in zijn hoofd componeerde en vervolgens zonder doorhalingen opschreef. Ook het lachje dat Tom Hulce steeds als Mozart laat horen is waarschijnlijk nergens op gebaseerd. Er zouden brieven bestaan van tijdgenoten van de componist waarin Mozarts lachje wordt beschreven en dat klonk als metaal dat over glas wordt geschraapt, maar deze brieven lijken enkel fictie.

### Historische fouten
De film is geen documentaire, maar een speelfilm met een fictief plot waaraan de eis van historische juistheid niet kan worden gesteld. De personages en gebeurtenissen zijn ontsproten aan het brein van de makers en hebben hoogstens raakpunten met 'de' werkelijkheid. Toch hebben critici gewezen op historische fouten: 
- In de scène waarin Mozart op verzoek van zijn aanhangers muziek van andere componisten belachelijk maakt, roept iemand of hij de muziek van Christoph Willibald Gluck wil parodiëren. Hierop roept Mozart: "Boring!" (saai) en op het horen van de naam van Georg Friedrich Händel zegt hij: "I don't like him" (daar houd ik niet van). In het echt waren Gluck en Händel twee van de favorieten van Mozart. In dezelfde scène vraagt Schikaneder om in de stijl van Johann Sebastian Bach te spelen. Het publiek moet lachen en lijkt bekend met het werk van Bach. Hoewel Mozart zelf via zijn vriendschap met de zoon van Bach bekend was met het werk van deze componist, was Bach zelf volslagen onbekend in het Wenen van 1785. Pas 38 jaar na de dood van Mozart zou Felix Mendelssohn Bartholdy het werk van Bach in Wenen op de kaart zetten.
- In de film is Mozart rechtshandig, in werkelijkheid was hij linkshandig.
- In de scène van Die Zauberflöte bespeelt Mozart een celesta, een klokkenspel met toetsenbord, maar de celesta werd pas in 1886 uitgevonden.
- Volgens de film had Mozart slechts één zoon. In werkelijkheid had hij zes kinderen, hoewel vier reeds stierven tijdens hun eerste of tweede levensjaar.

### Historisch correct
In sommige aspecten is de film weer historisch zeer correct:
- In de scène waarin Mozart wordt voorgesteld aan de keizer, wordt hij verwelkomd met een welkomstmars die Salieri heeft geschreven. Mozart speelt vervolgens de mars na en verbetert hem. De verbeterde mars is Non Piu Andrai, Farfallone Amoroso uit Le Nozze di Figaro.
- In de scène waarin de keizer Mozart feliciteert met de opera Die Entführung aus dem Serail vraagt Mozart wat de goede man ervan vond. De laatste antwoordt dan dat de opera te veel noten bevat. Dit heeft de keizer inderdaad gezegd.

## De dood van Mozart

### De gemaskerde man
In de film wordt gesuggereerd dat Salieri Mozart wil doden. Maar eerst moet Mozart anoniem een requiem componeren dat Salieri dan op zijn naam zal zetten. Als hij Mozart heeft gedood, zal Salieri het zogenaamd door hem gecomponeerde requiem voor zijn diepbetreurde collega laten uitvoeren. Opvallend in de film is dat Salieri Mozart enige malen bezoekt met een masker op en opdracht geeft tot het componeren van de dodenmis. Mozart is ervan overtuigd dat de gemaskerde bezoeker zijn eigen dood aankondigt. Dit is weer een van de mythen rondom de dood van de componist. In werkelijkheid was de gemaskerde bezoeker een tussenpersoon. Hij werkte voor de excentrieke graaf Franz von Walsegg. Deze edelman kocht vaak werk van componisten dat anoniem werd aangeleverd en dat door Von Walsegg op zijn eigen naam werd gezet. Salieri had hier niets mee te maken. Overigens dacht Mozart in tijden van depressie dat hij bezig was aan zijn eigen requiem en zelfs zei hij een keer dat hij dacht dat hij vergiftigd werd. Mozart was toen al ernstig ziek. Hij heeft echter niet Salieri genoemd als de persoon die hem vergiftigde.

### Ziek
In 1791 werd Mozart ernstig ziek. Hij had een zwakke gezondheid en zijn hele leven leed hij aan waterpokken, bronchitis, longontsteking, koortsen, reumatiek en hij had last van ontstoken tandvlees. Tijdens het dirigeren van La Clemenza di Tito, zijn laatste opera, viel hij flauw. Niet zoals in de film wordt gesuggereerd bij de première van Die Zauberflöte. Mozart raakte zeer gedeprimeerd en Constanze haalde hem over om te stoppen met het Requiem voor Von Walsegg. Het is niet zoals in de film dat Constanze het werk uit Mozarts handen rukt en wegsluit. Pas op 20 november moest Mozart het bed houden (ver na de 30 september die de film lijkt te suggereren, Die Zauberflöte ging toen in première) en hij werd omringd door zijn bezorgde vrouw, schoonmoeder en leerlingen. Het was dus zeker niet zo dat Mozart na de première van Die Zauberflöte ziek werd thuisgebracht door Salieri. Ook dicteerde hij zeker niet aan Salieri delen van het Requiem. Het is zelfs de vraag of hij delen aan zijn leerling Süssmayr dicteerde. Wel zong Mozart op de avond van zijn dood samen met enige vrienden delen uit het Requiem.

### Begrafenis
Het is nog altijd onbekend waaraan Mozart is overleden. Het was in ieder geval geen gif en vrijwel zeker was het geen onnatuurlijke dood. Hij stierf niet in het gezelschap van een slapende Salieri zoals wordt gesuggereerd in de film. Hij was omringd door zijn familie en vrienden. De begrafenis werd geregeld door Mozarts beschermheer, Baron Gottfried van Swieten. Het is niet waar zoals in de film te zien is dat Mozart in een massagraf werd gedumpt tijdens een hevig noodweer. Hij kreeg een gewoon graf en werd begraven volgens de normale regels van de Weense begrafeniswet. Het stormde of regende niet, het weer was normaal. Süssmayr, Salieri en Van Swieten en nog twee andere muzikanten waren aanwezig.

## Amadeus: Director's Cut
De film Amadeus had bij de première een lengte van 161 minuten. In 2002 werd Amadeus opnieuw uitgebracht met 20 minuten meer aan filmmateriaal, met als belangrijkste:
- Na de operascène met Caterina is er een extra scène waarin Salieri achter het toneel zijn felicitaties geeft aan Mozart en Caterina. Caterina verwijt Mozart dat hij waarschijnlijk enkel kiest voor Constanze omdat ze wellicht beter in bed is. Salieri is geschokt omdat "zijn liefje" seksuele betrekkingen heeft gehad met Mozart en wellicht via die manier de rol heeft bemachtigd.
- Wanneer Constanze de partituren aan Salieri geeft met de vraag om deze in te leveren voor de aanbesteding, zegt Salieri dat hij dat enkel wil doen in ruil voor seks. Tot zijn verbazing komt Constanze de volgende dag terug en kleedt zich uit. Salieri roept een bode om haar uit te laten. Constanze gooit een kandelaar tegen een deur. In een volgende scène ligt ze te huilen in bed en zegt ze tegen Mozart dat ze enkel van hem houdt.
- In een extra scène vertelt Salieri tegen de keizer dat Mozart veel van zijn vrouwelijke leerlingen verliest omdat hij zijn handen niet kan thuishouden.
- Een extra scène waarin Mozart les geeft aan een nieuwe leerlinge. Hun ouders wonen de les bij met hun honden. Wanneer Mozart iets op de piano speelt, beginnen de honden te blaffen. Mozart stopt de les omdat de vader meer inzit met het welzijn van de honden dan dat van zijn dochter. Daarop verlaat hij het huis en neemt nog een fles wijn mee. Een heel eind verder in de film keert Mozart in een dronken bui terug met de vraag of hij alsnog les mag geven of een lening kan krijgen, wat wordt geweigerd.

## Prijzen en nominaties

### Oscars
- Beste film (Saul Zaentz)
- Beste regisseur (Miloš Forman)
- Beste mannelijke hoofdrol (F. Murray Abraham)
- Beste bewerkte scenario (Peter Shaffer)
- Beste artdirection (Karel Černý en Patrizia von Brandenstein)
- Beste kostuumontwerp (Theodor Pištěk)
- Beste grime (Dick Smith en Paul LeBlanc)
- Beste geluid (Mark Berger, Thomas Scott, Todd Boekelheide en Christopher Newman)

Nominaties: 
- Beste mannelijke hoofdrol (Tom Hulce)
- Beste camerawerk (Miroslav Ondříček)
- Beste montage (Nena Danevic en Michael Chandler)

### Golden Globes
- Beste film - drama (Saul Zaentz)
- Beste regisseur (Miloš Forman)
- Beste acteur - drama (F. Murray Abraham)
- Beste scenario (Peter Shaffer)

Nominaties: 
- Beste acteur - drama (Tom Hulce)
- Beste mannelijke bijrol (Jeffrey Jones)

### LAFCA Awards 1984
- Beste acteur (F. Murray Abraham)
- Beste regisseur (Miloš Forman)
- Beste film (Saul Zaentz)
- Beste scenario (Peter Shaffer)

### BAFTA Awards
- Beste camerawerk (Miroslav Ondříček)
- Beste montage (Nena Danevic en Michael Chandler)
- Beste grime (Dick Smith en Paul LeBlanc)
- Beste geluid (Mark Berger, Thomas Scott en Christopher Newman)

Nominaties: 
Beste acteur (F. Murray Abraham) 
Beste kostuumontwerpen (Theodor Pištěk) 
Beste film (Miloš Forman en Saul Zaentz) 
Beste decors (Patrizia von Brandstein) 
Beste scenario (Peter Shaffer)

### Césars
Beste buitenlandse film
- Biblioteca Nacional de España: XX3915946
- Gemeinsame Normdatei: 4246845-0
- Virtual International Authority File: 177984019